# Franček Brglez
Franček Brglez, slovenski šahist in novinar, * 9. april 1922, Čadram, † 25. november 1997, Ljubljana.

## Poklic in delo
Rodil se je v Čadramu pri Oplotnici. Med drugo svetovno vojno se je vključil v Osvobodilno fronto, po njej pa se je kot novinar zaposlil na takratnem Radiu Ljubljana, kjer je bil dolga leta urednik informativnega programa, pozneje pa je delal kot lektor, prevajalec in urednik.

## Šahovska kariera
Za dopisni šah se je odločil v petdesetih letih dvajsetega stoletja. Po prvih izkušnjah doma se je vključil v mednarodna tekmovanja, kjer je dosegel največje uspehe. Leta 1970 je zmagal na 4. evropskem prvenstvu in osvojil naslov mednarodnega mojstra, na 17. svetovnem prvenstvu je zasedel odlično 7. do 8. mesto, leta 1975 pa je postal velemojster v dopisnem šahu. Z jugoslovansko reprezentanco je nastopil na kar oseminpetdesetih mednarodnih turnirjih. Bil je kapetan slovenske ekipe in šahovski poročevalec. Ne nazadnje je bil tudi prvi državni prvak samostojne Republike Slovenije v dopisnem šahu. Dolga leta je bil tudi organizacijski sekretar Šahovske zveze Slovenije, podpredsednik Svetovne dopisne šahovske zveze (1985-1995) in cenjen mednarodni sodnik. Za svoje delo v svetovni dopisni šahovski zvezi (ICCF) je leta 1995 prejel zlato medaljo Bertla von Massowa.